# Rifugio Cevedale – „G. Larcher“
Das Rifugio Cevedale – „G. Larcher“ oder Rifugio Larcher al Cevedale  (deutsch auch Larcherhütte) ist eine alpine Schutzhütte der Società degli Alpinisti Tridentini (SAT) in der italienischen Ortler-Alpen auf einer Höhe von 2608 m s.l.m.

## Lage und Umgebung
Die Hütte liegt im hinteren von Moränen geprägten Val Venezia, einem Seitental des Val di Peio innerhalb des Nationalparkes Stilfserjoch. Sie ist von mehreren gletscherbedeckten Gipfeln des Ortler-Hauptkamms, des Zufrittkamms und des Careser-Kamms umgeben, für deren Besteigung sie auch als Stützpunkt dient. Aufgrund des recht einfachen und kurzen Zustieges ab Malga Mare ist die Hütte auch bei Tagesgästen beliebt. Etwas oberhalb der Schutzhütte befindet sich eine kleine 1958 errichtete Marienkapelle. Östlich liegt der Lago di Marmotte.

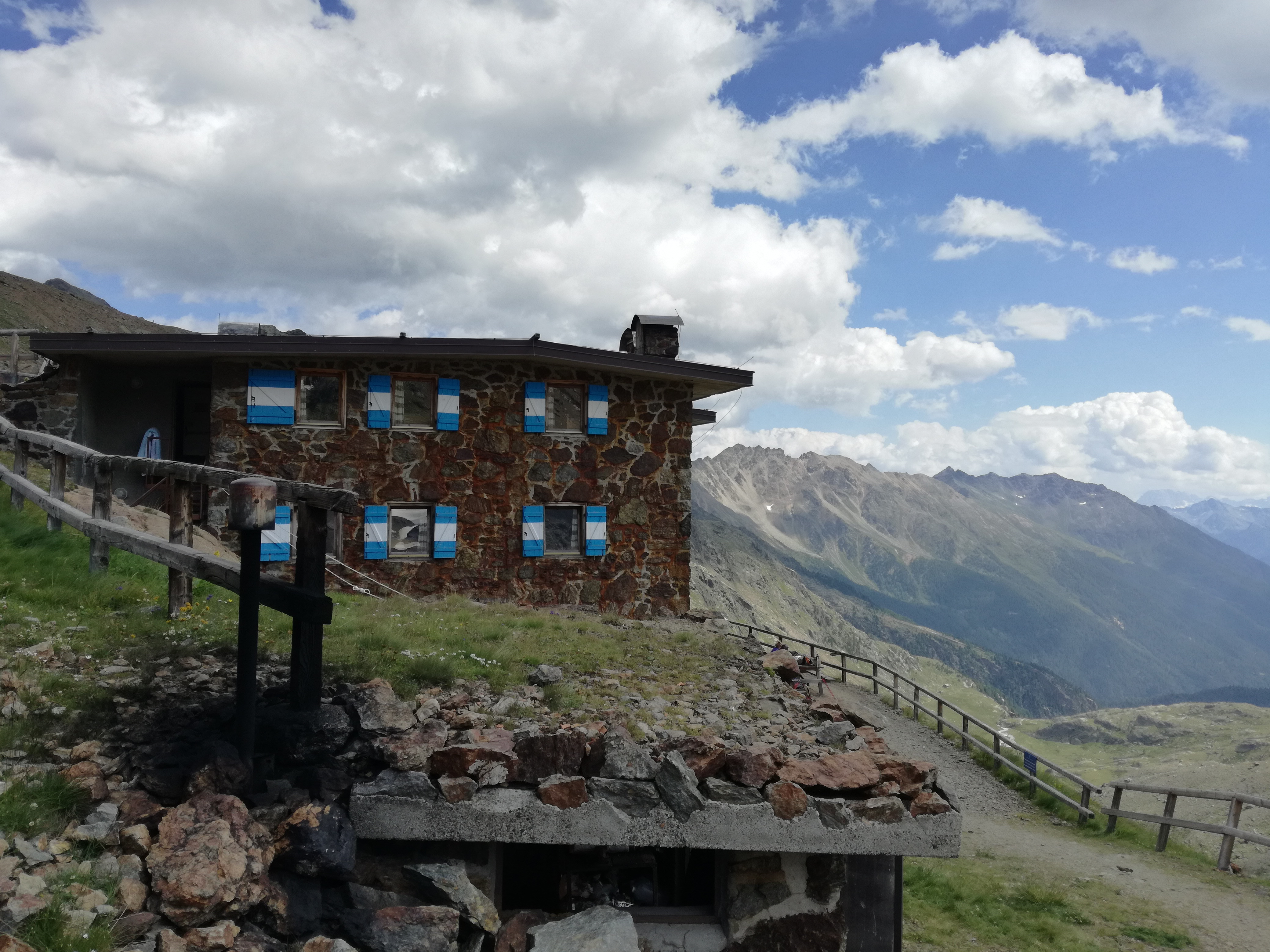
Mit Blickrichtung Val Venezia

## Geschichte
Die Schutzhütte konnte im August 1892 eröffnet werden, nachdem bereits 1881 der damalige Präsident des Trentiner Alpenvereins Silvio Dorigoni den Standort ausgemacht hatte und das Grundstück in der Folgezeit von der SAT erworben werden konnte. Bereits 1907 wurde das Rifugio Cevedale durch den Anbau von zwei Zimmern, eines für Damen und eines für Herren, erstmals erweitert und ein Jahr später wurde der eingeschossige Bau aufgestockt. Zwischen 1939 und 1942 führte die Sektion Mailand des CAI die Hütte. Die Sektion Mailand widmete sie Guido Larcher, der zwischen 1902 und 1937 17 Jahre lang Präsident der SAT war. Im Ersten Weltkrieg diente der aus Trient stammende und irredentistisch gesinnte Larcher als Kriegsfreiwilliger bei den Alpini, in der gleichen Einheit in der auch Cesare Battisti unter Waffen stand. Nach dem Krieg trat er der Faschistischen Partei bei, wurde Parteivorsitzender der faschistischen Partei im Trentino, General und Senator. 1945 kurzzeitig festgenommen, kam er 1946 in den Genuss des von Palmiro Togliatti eingereichten Amnestiegesetzes.
Zwischen 1989 und 1992 wurde das Rifugio umgebaut und wesentlich erweitert. Weitere Arbeiten wurden zwischen 2009 und 2010 durchgeführt, um eine Öffnung der Hütte auch im Frühjahr für Skitourengeher zu ermöglichen.

## Zugänge
- Vom Kraftwerk Malga Mare, 1972 m ⊙ auf Weg 102 in 1 Stunde 45 Minuten

## Nachbarhütten und Übergänge
- Zur Marteller Hütte, 2585 m ⊙ über die Fürkele-Scharte auf Weg 103 in 2 ½ Stunden
- Zum Rifugio Vioz, 3535 m ⊙ über die Vedretta Col de la Mare, den Palòn de la Mare in 7 ½ Stunden
- Zum Rifugio Casati, 3254 m ⊙ über den Monte Cevedale in 4 ½ Stunden
- Zur Zufallhütte, 2265 m ⊙ über die Fürkele-Scharte auf Weg 103 in 3 Stunden
- Zum Rifugio Dorigoni, 2437 m ⊙ auf Weg 104 in 3 ½ Stunden